# Zeta Lyrae
Cet article court présente un sujet plus développé dans : Zeta1 Lyrae et Zeta2 Lyrae.
Zeta Lyrae (en abrégé ζ Lyr) est une étoile double de la constellation boréale de la Lyre, dont les deux composantes visibles sont :
- ζ1 Lyrae, une étoile Am ;
- ζ2 Lyrae, une étoile jaune-blanc de la séquence principale.

Elles ont une séparation angulaire de 44 secondes d'arc. Elles apparaissent être physiquement liées : elles sont toutes deux situées à la même distance de la Terre, et elles présentent un mouvement propre commun. De plus, une analyse par inférence bayésienne publiée en 2011 en a conclu que les deux étoiles ont une probabilité très élevée (de l'ordre de 100 %) de former une véritable binaire.
En tout, le ζ Lyrae apparaît être un système quintuple : ζ1 Lyrae forme elle-même un sous-système triple, tandis que ζ2 Lyrae est une binaire astrométrique et spectroscopique présumée.